# 剣山頂上ヒュッテ

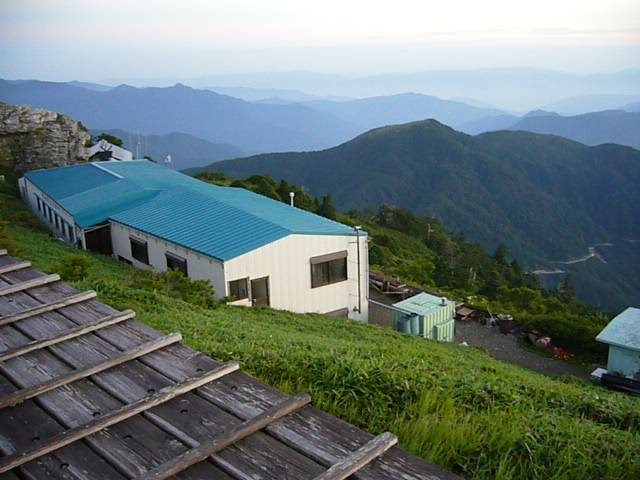
剣山頂上ヒュッテを裏の展望テラス側から撮影

剣山頂上ヒュッテ（つるぎさんちょうじょうヒュッテ）は、徳島県美馬市木屋平川上の、剣山山頂直下に位置する山小屋。標高1,920 m地点にある。本館である「剣山頂上ヒュッテ」と別館である「雲海荘」がある。よほどの混雑時でない限り、少人数でも追加料金なしで個室としてくれる。本館の窓や前庭からご来光が望める好立地にある。

## 歴史
本館は1955年に開設された。当初は平屋だった。1963年には隣の剣山測候所（無人観測所を経て2001年に廃止）に電気供給用の地下ケーブルが通じたため、この山小屋にも麓の村に先んじて電気が供給されるようになった。これにより、山頂の山小屋にもかかわらず一晩中電灯が点灯できる。この電気を利用して1966年からは電動ポンプにより飲料水のポンプアップがはじまり、水にもそれほど不自由しなくなった。そのため現在、小屋には水洗トイレと宿泊者用の風呂がある。
1969年には、現在別館となっている雲海荘が完成するが、この時は別経営（公共宿泊施設）だった。同経営となり別館となったのは1982年のことである。1969年には電気と同じ理由で麓の村よりも早く電話が開通する。山小屋によく採用されていた無線電話であるが、当時は周辺に電話局がなく、徳島市から電波を飛ばすことになったために、市外局番は徳島のものとなった。衛星電話が主流になったあとも、長らく徳島からの無線電話は継続していた。
1970年に登山リフトが完成したことにより、容易に訪問可能になり、日帰り登山も増加したが、山頂でご来光や日没を望みたい登山者にはいまだ根強い人気がある。また、天体観測の基地としても人気がある。1972年に本館の2階部分が、2000年には本館が増築され、トイレが焼却形となる。当時は全国各地の山で山小屋のトイレの汚物処理が問題になっていた時期で、先進的な取り組みであった。

## 設備

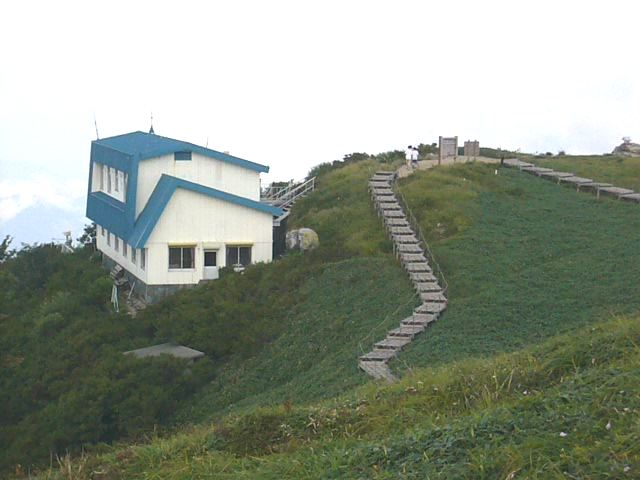
剣山頂上ヒュッテ別館・雲海荘

本館「剣山頂上ヒュッテ」に宿泊受付がある。1階は食堂や売店、トイレや風呂などがある。2階が宿泊用の部屋と乾燥室である。東側の部屋は展望が良く、部屋にいながらにして容易にご来光を望むことができるが、すぐ裏により展望の良い展望テラスがある。
別館「雲海荘」は2階が入り口になっている。2階に食堂と売店、大部屋、トイレがある。大部屋は団体受け入れや混雑時の相部屋として使用される。1階には宿泊用の部屋と風呂・トイレがある。南側の部屋の展望が良く、斜面に面して建っているため、谷の底の方まで部屋から展望できる。ご来光を部屋から望めない代わりに日没を見ることができる。
基本的に雲海荘は本館が満室の時に使用されるが、本館がある程度埋まった場合は、特に希望があれば雲海荘で宿泊できることもある。
両館とも電気やポンプなどに故障などのない限り入浴ができる。なお、雲海荘の風呂は近畿以西で一番標高が高い場所にある一般客も入浴できる風呂である（関係者専用も含めると石鎚神社頂上山荘の風呂のほうが標高が高い）。環境保護のため、石鹸・シャンプーなどの使用はできない。消灯時間は21時とされているが、通常の電気が通じているために、個室を同一グループだけで使用している時は、この時間以降も一日中電灯を点灯することも可能である。